# シバン (ジョチ・ウルス)
シバン（モンゴル語: Шибан、Šiban、? - 1266年）は、チンギス・カンの長男のジョチの子で、バトゥの弟にあたる人物である。モンゴル帝国のヨーロッパ侵攻(en)時の軍事司令官の一人。

## 生涯
モンゴル帝国の西方への遠征に参加し、1237年にはバシキール人、ヴォルガ・ブルガール人、モルドヴィン人に対する攻撃に加わった。遠征軍は同年冬にはルーシに達し、ルーシの各都市への攻撃を開始するが、シバンは一時ノヴゴロド方面へ向かった後ステップへと引き返した、西ルートをとった軍団に属していた。この軍団はスモレンスクの東30kmの地点を通過した後、フシチイシュへ至り、その後コゼリスクの東方へと反転した。1239年末にはボチュクと共に支隊を率いでクリミア半島に侵攻し、スダク(ru)を陥した。
ルーシ遠征の終盤では、シバンの軍はキエフ包囲戦に参加し、これを陥落させた。その後バトゥ、スブタイの指揮する遠征軍の本隊はルーシ南西のガーリチ・ヴォルィーニ公国領、さらに西方へと侵攻するが、シバンはガーリチを陥した後に本隊から分離し、カダアンを長とする、南ルートを進む軍団に所属した。二手に分かれたモンゴル帝国軍は共にカルパティア山脈を越えてハンガリー王国領の東部に到達した。その後、東欧に侵入したモンゴル帝国軍は、モヒの戦い、ワールシュタットの戦い等においても勝利するが、モンゴル帝国の皇帝（カアン）オゴデイの訃報を聞くと、軍を東方へと引き返すこととなる。
ジョチ・ウルスが興ると、シバンはジョチ・ウルスの北東部（現在のカザフスタンの一部）を領有し、シバン・ウルス(ru)を形成した。

## 子孫
シバンの子として確認しうる人物として、12人の名が挙げられている。シバンの子孫らによるシバン・ウルスはおよそ二百年の間存続し、同地の文化・民族形成に影響を及ぼした。また、15世紀に中央アジアに興ったシャイバーニー朝の祖のアブル＝ハイル・ハンはシバンの末裔にあたる。

## 名前
Y.A.ザエフの説によれば、シバンという名はチュルク祖語で愛・忠実を意味するセベクあるいはセヴェンに由来するとされる 。